# Barão de Grimancelos
Barão de Grimancelos é um título nobiliárquico criado por D. Maria II de Portugal, por Decreto de 25 de Abril de 1835, em favor de António de Passos de Almeida Pimentel.
Titulares
1. António de Passos de Almeida Pimentel, 1.º Barão de Grimancelos;
2. Virgínia de Passos de Almeida Pimentel, 2.ª Baronesa de Grimancelos.

Após a Implantação da República Portuguesa, e com o fim do sistema nobiliárquico, usou o título: 
1. António Luís da Costa Pereira de Lacerda, 3.º Barão de Grimancelos, 3.º Conde de Campanhã.